# 首席隐私保密官
首席隐私保密官（英語：Chief Privacy Officer，简称：CPO）负责保证现存的的数据符合隐私法律，使信息系统安全得到保护。